# St. Margaretha (Weißendorf)

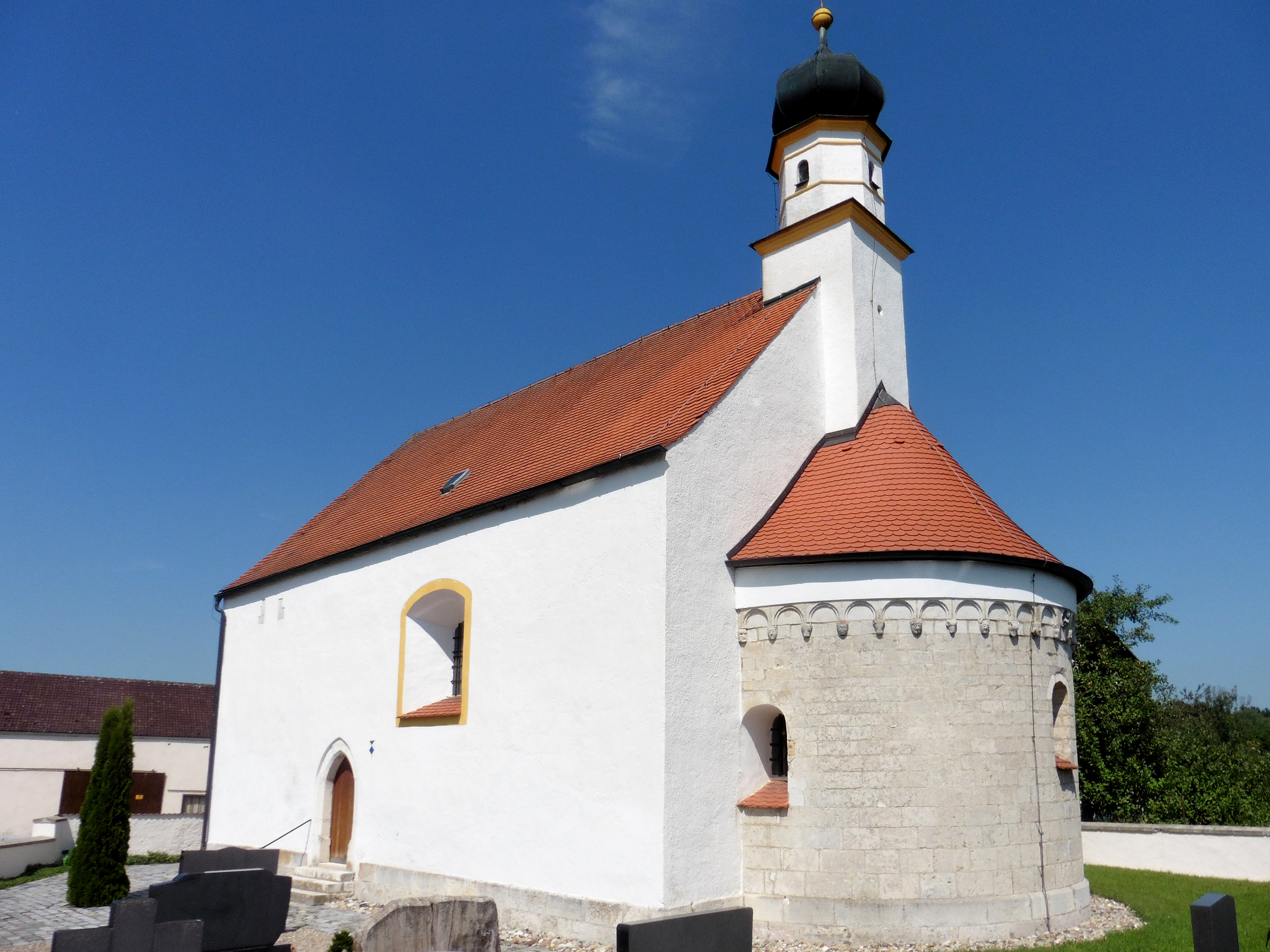
Filialkirche St. Margaretha

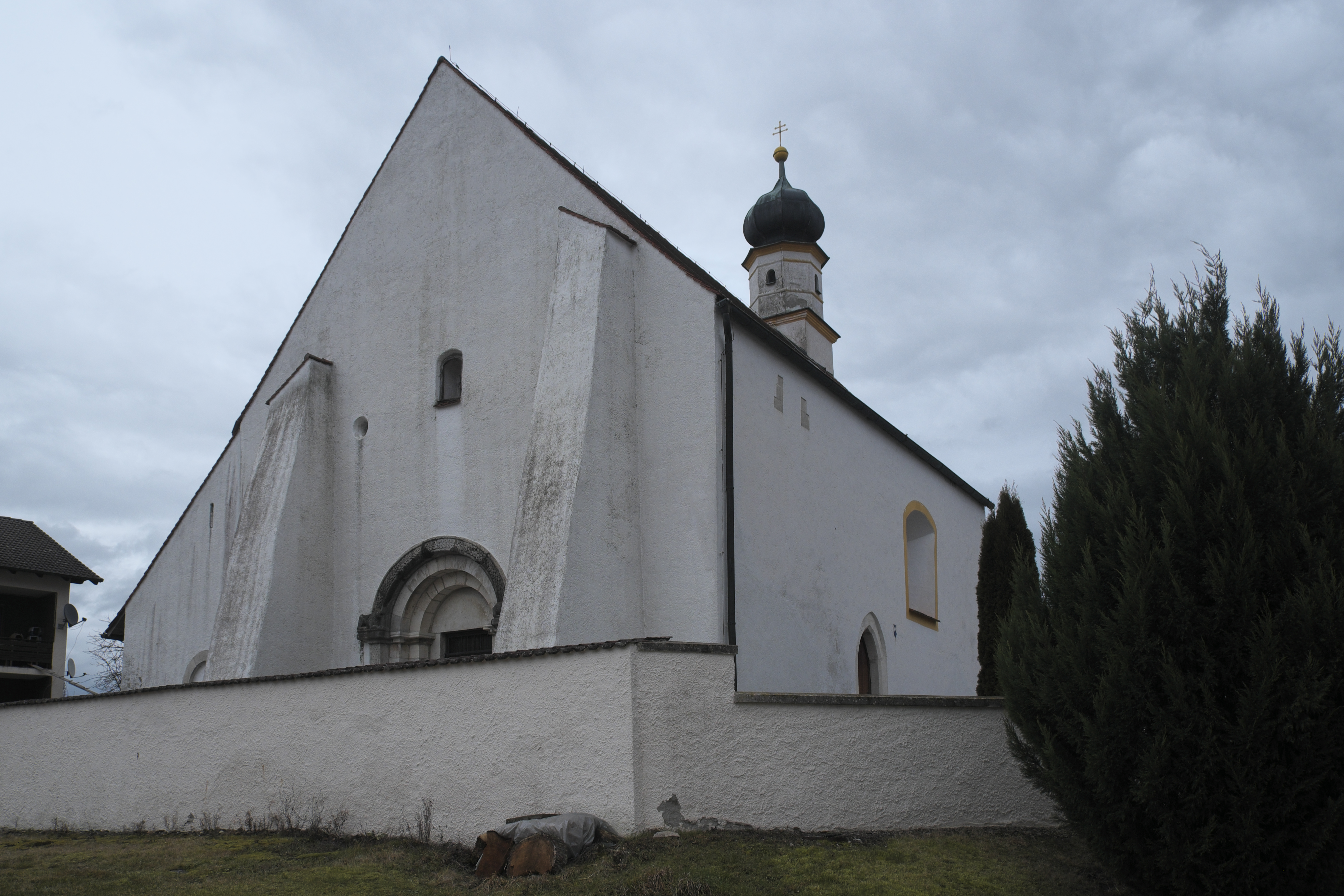
Westfassade und Friedhofsmauer

Die römisch-katholische Filialkirche St. Margaretha in Weißendorf, einem Ortsteil der Gemeinde Oberdolling im oberbayerischen Landkreis Eichstätt, ist ein romanischer Saalbau mit Apsis aus dem späten 12. Jahrhundert. Die der heiligen Margareta von Antiochia gewidmete Kirche war bis 1559 den beiden Kirchenpatronen Johannes dem Täufer und dem Evangelisten Johannes geweiht. Die Kirche gehört zu den geschützten Baudenkmälern in Bayern.

## Geschichte
Die Weißendorfer Kirche wurde Ende der 1180er oder zu Beginn der 1190er Jahre auf einem künstlich aufgeschütteten Erdwall an der Stelle eines hölzernen Vorgängerbaus errichtet. Sie stand neben dem Edelsitz des Erbauers und war von einer Befestigungsanlage umgeben. Die Bauarbeiten wurden vermutlich von der Steinmetzhütte der Regensburger Schottenkirche ausgeführt. Im Jahr 1723 wurden im Zuge der Barockisierung der Kirche im Langhaus größere Fenster eingebaut und auf dem Ostgiebel ein Dachreiter mit Zwiebelhaube aufgesetzt.

## Architektur

### Portal

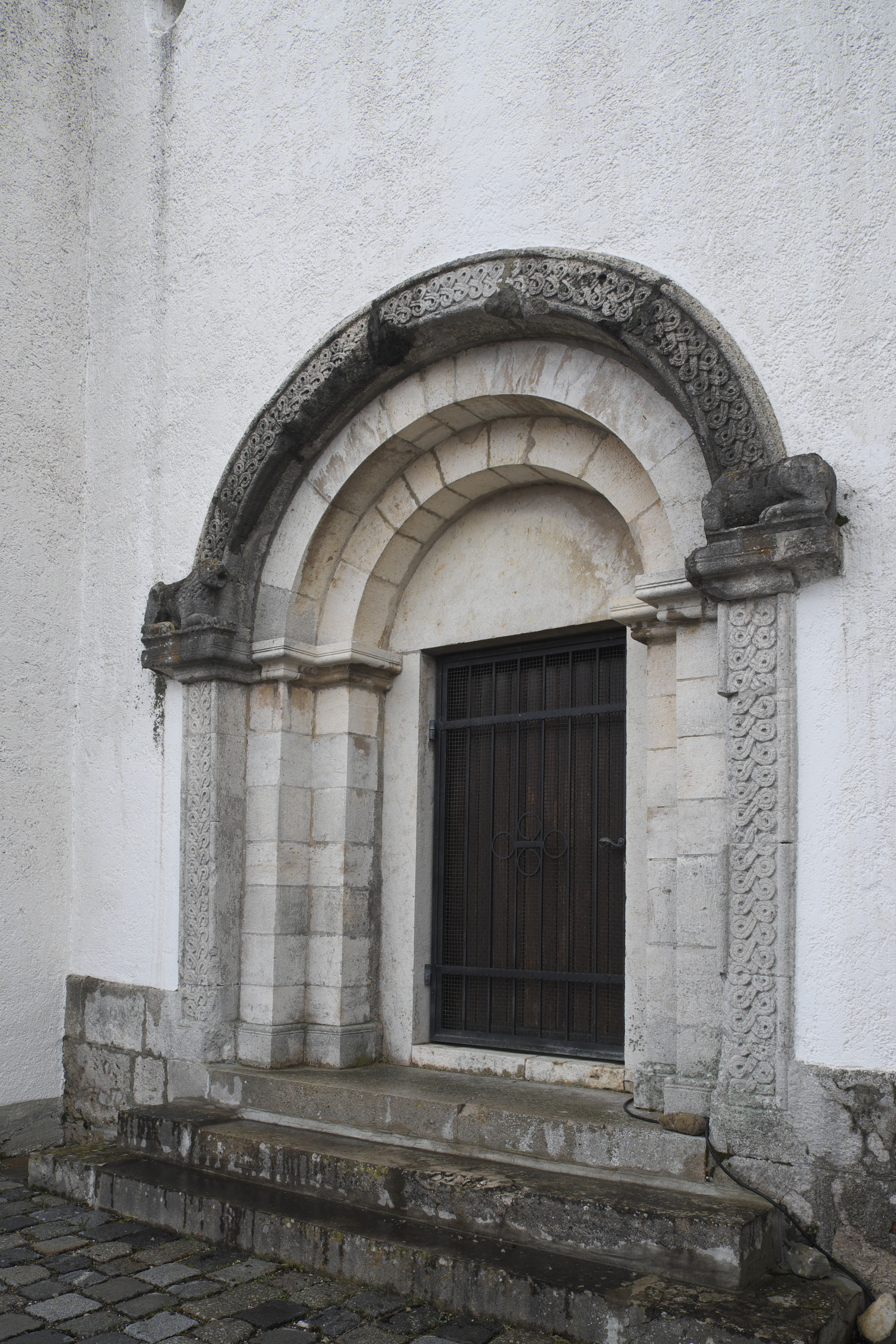
Westportal

An der von zwei massiven Strebepfeilern gestützten Westfassade ist das romanische Portal, der ursprüngliche Eingang der Kirche, erhalten; ein weiteres, kleineres Portal ist zugemauert. Nachdem man um 1350 an der Südseite das gotische Spitzbogenportal eingebaut hatte, wurde das Westportal zugemauert und später wieder freigelegt. Die beiden Pfeiler und die äußere Archivolte des Rundbogenportals sind mit Flechtband verziert, auf den Kämpfern sind Löwen dargestellt.

### Apsis
Die halbrunde Apsis ist aus Kalksteinquadern aus Vohburger Steinbrüchen errichtet. Sie ist wie der Langhaussockel unverputzt, die unterschiedlich großen Steinquader sind sorgfältig verfugt. Unter dem Dachansatz der Apsis verläuft ein Rundbogenfries mit 22 Kopfkonsolen, die mit Tier- und Menschenköpfen skulptiert sind. Über dem Scheitelpunkt der Apsis ist eine menschliche Halbfigur zu sehen, die in der rechten Hand ein Buch hält. Sie könnte den Evangelisten Johannes darstellen und ein Hinweis auf das ehemalige Johannes-Patrozinium sein.

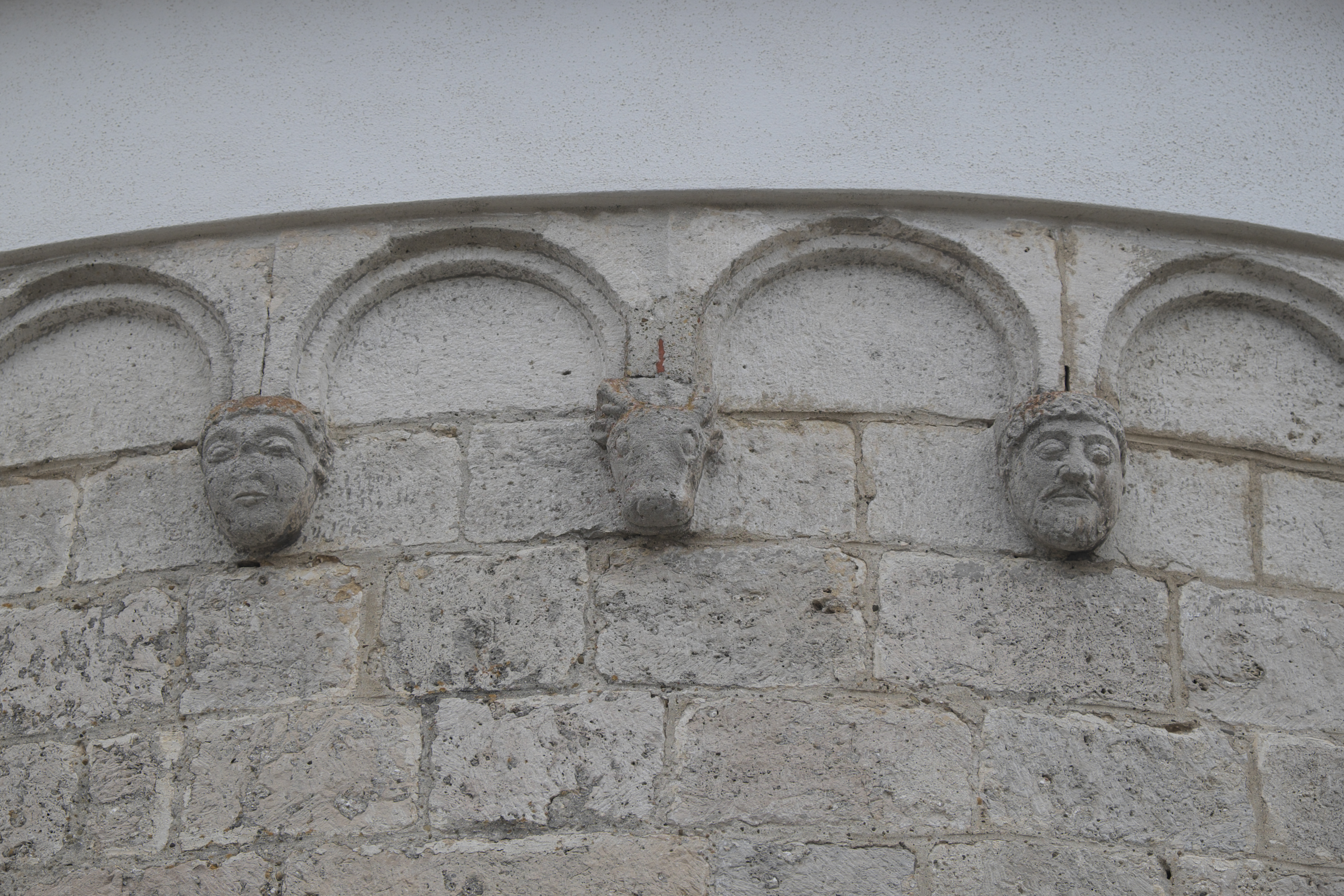
Konsolen an der Apsis
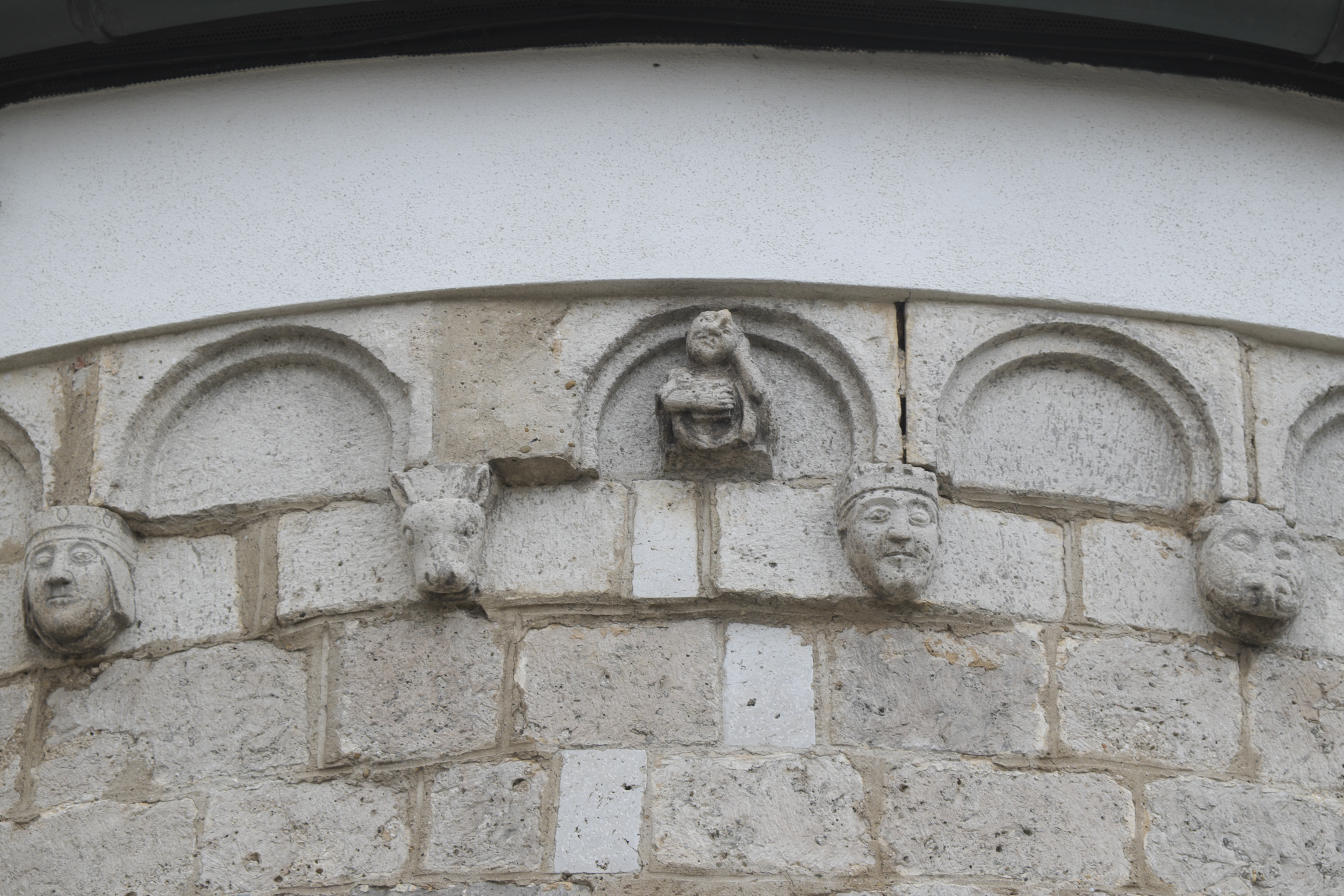
Konsolen an der Apsis, Halbfigur mit Buch
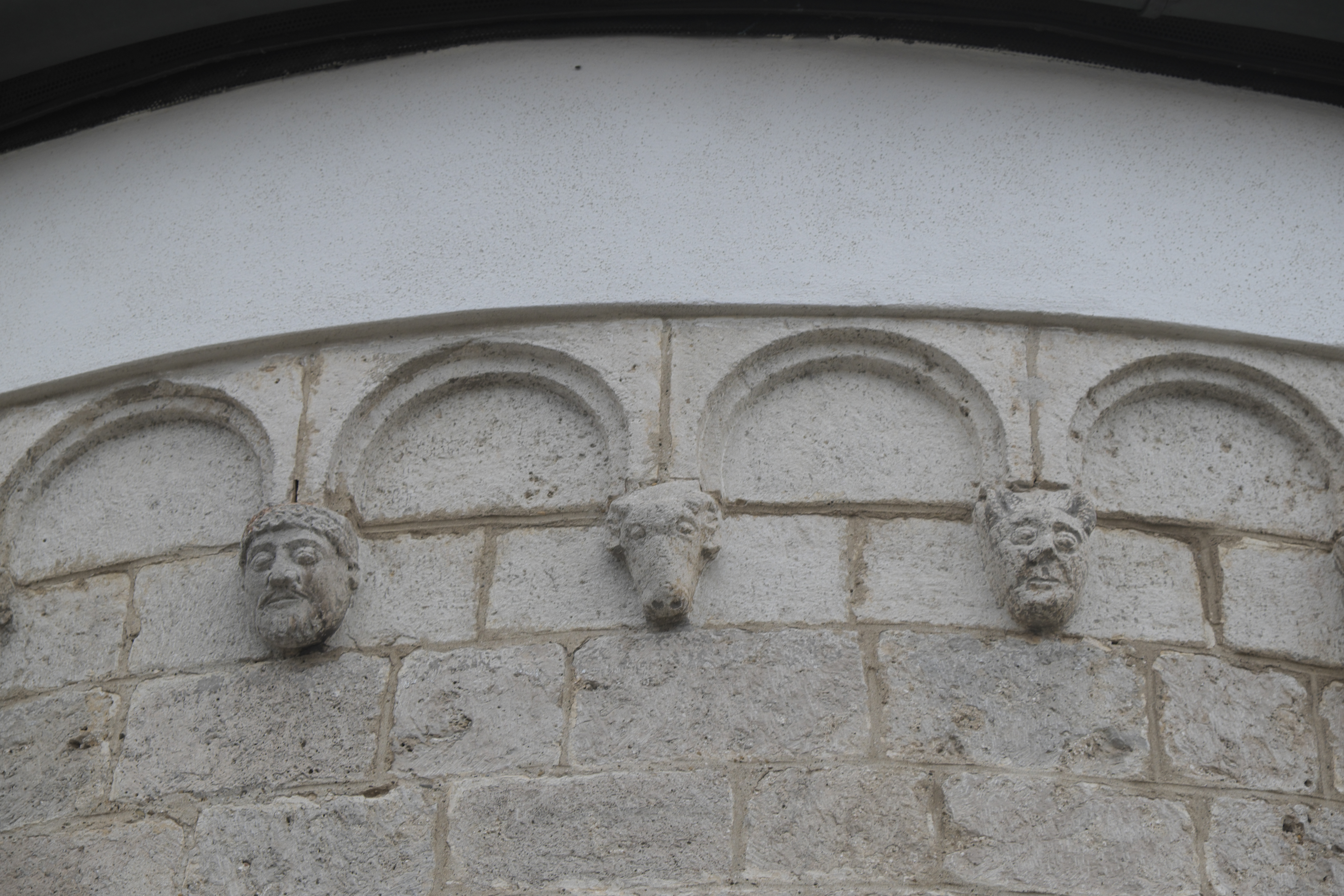
Konsolen an der Apsis

### Innenraum

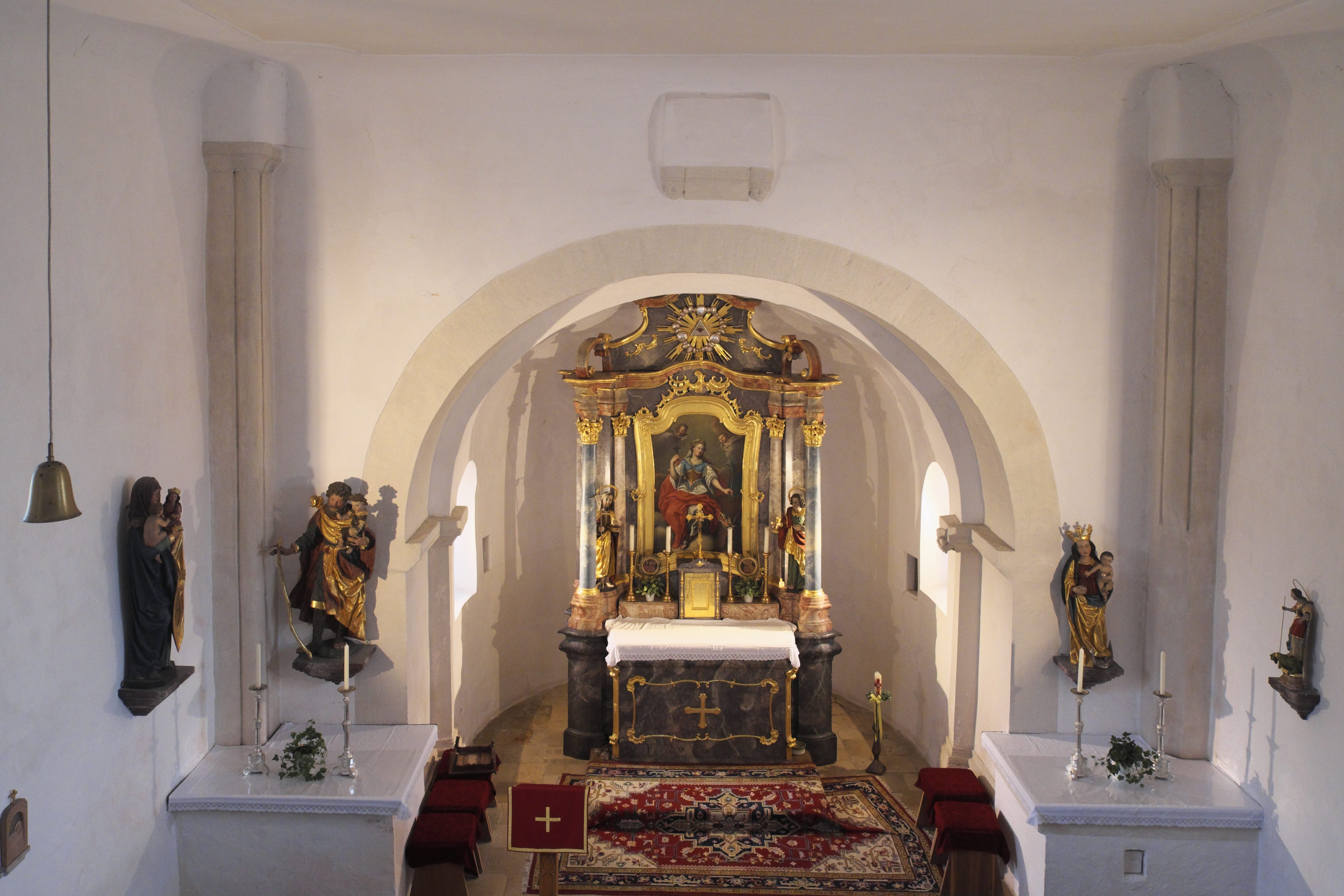
Innenraum

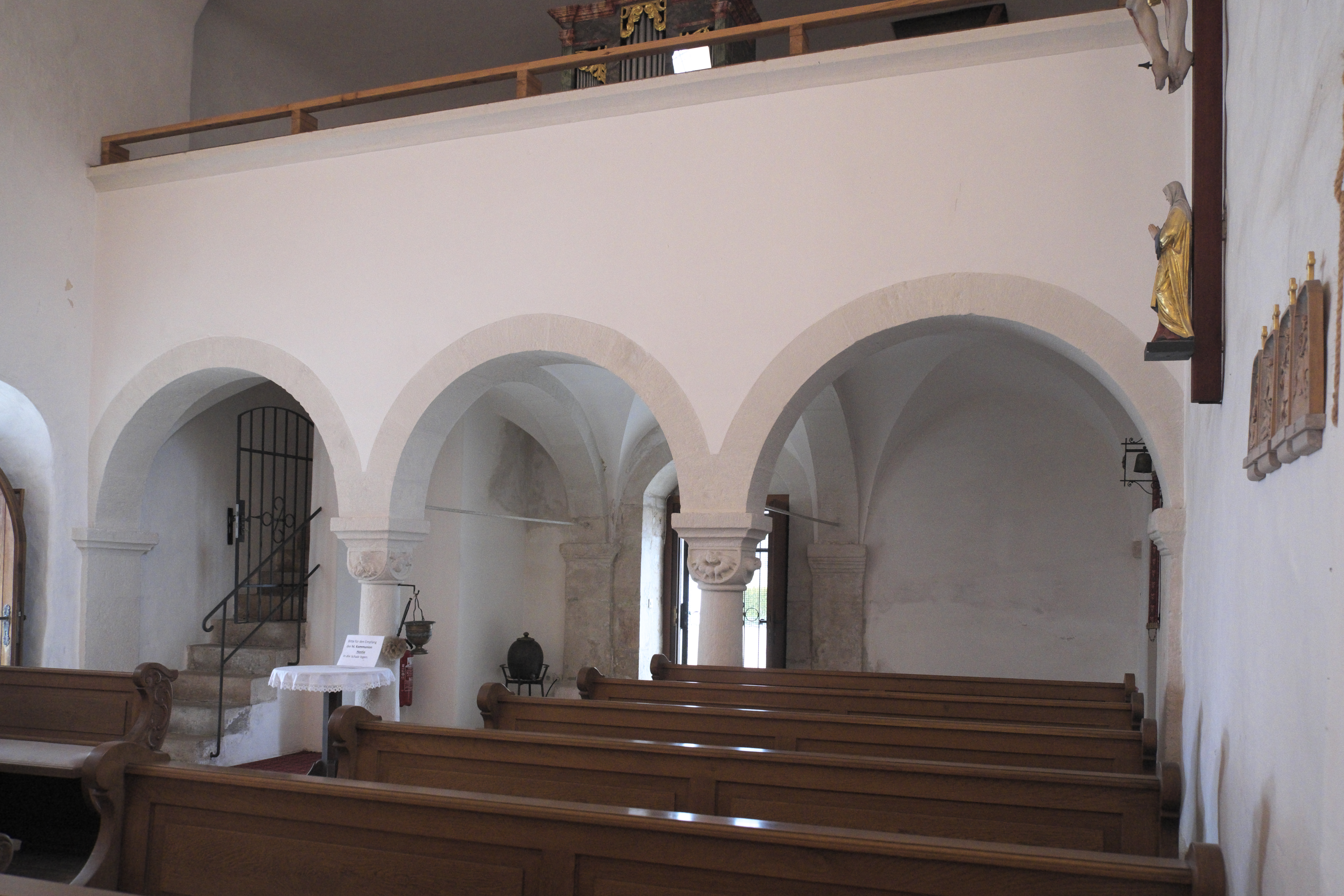
Empore

Das ursprünglich dreischiffig und dreijochig geplante Langhaus hat eine Länge von 11,10 Metern und eine Breite von 6,75 Metern. Im Jahr 1723, im Zuge der Barockisierung der Kirche, wurde an der Stelle der ehemaligen Kreuzrippengewölbe die heutige Flachdecke eingezogen.
Ein weiter Chorbogen öffnet sich zum Altarraum. Über dem Chorbogen ist ein Gesims mit zwei Köpfen eingemauert. Auf der Südseite ragt aus dem Gesims unter dem Chorbogen eine hockende, kleine männliche Figur mit verschränkten Armen und Beinen und fein ausgearbeiteten Gesichtszügen. Unter der Decke sieht man auf der Höhe der Empore eine Konsole mit der Büste eines Mannes, die wohl ursprünglich den Ansatz eines Gewölbejoches stützte.

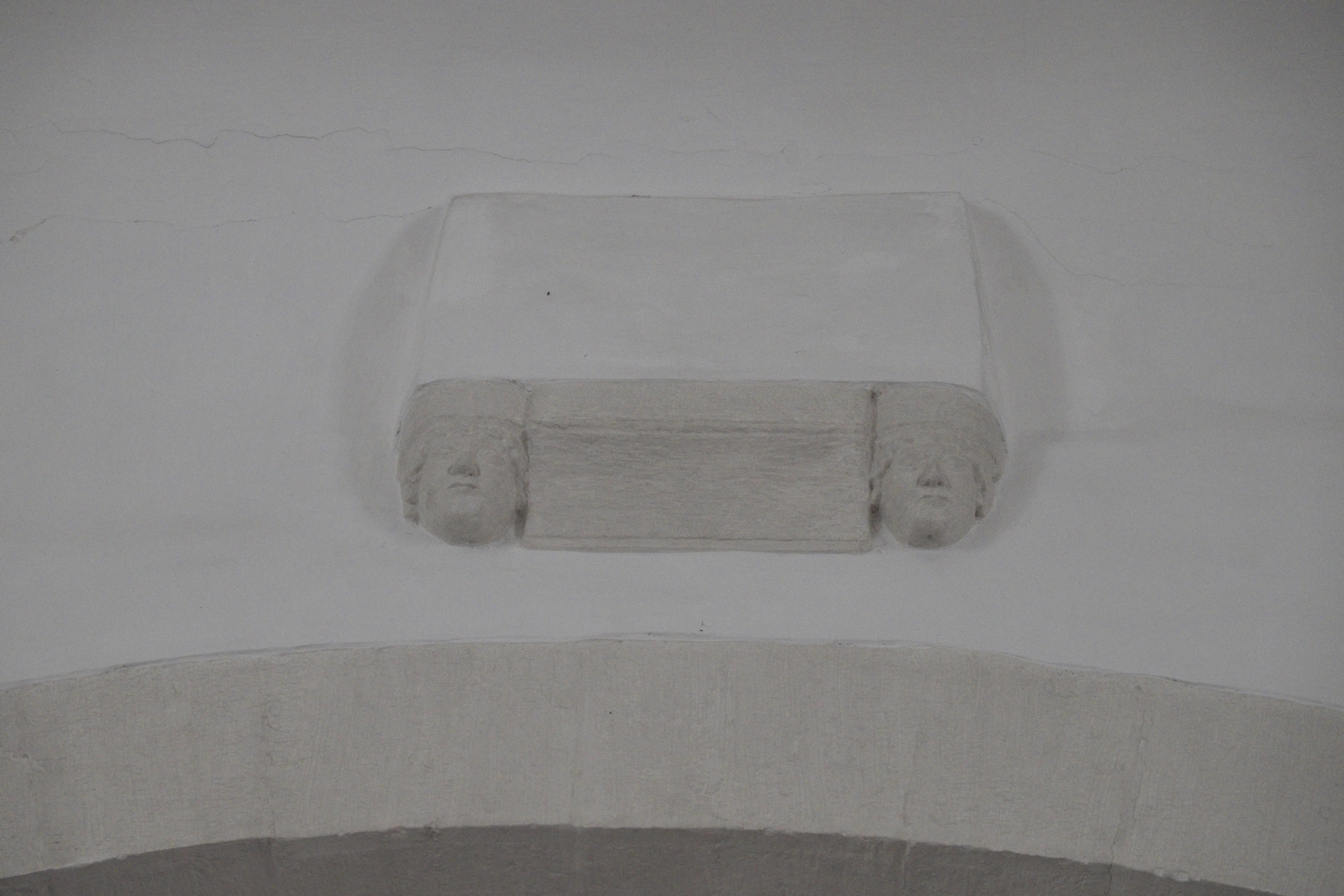
Gesims mit Köpfen über dem Chorbogen
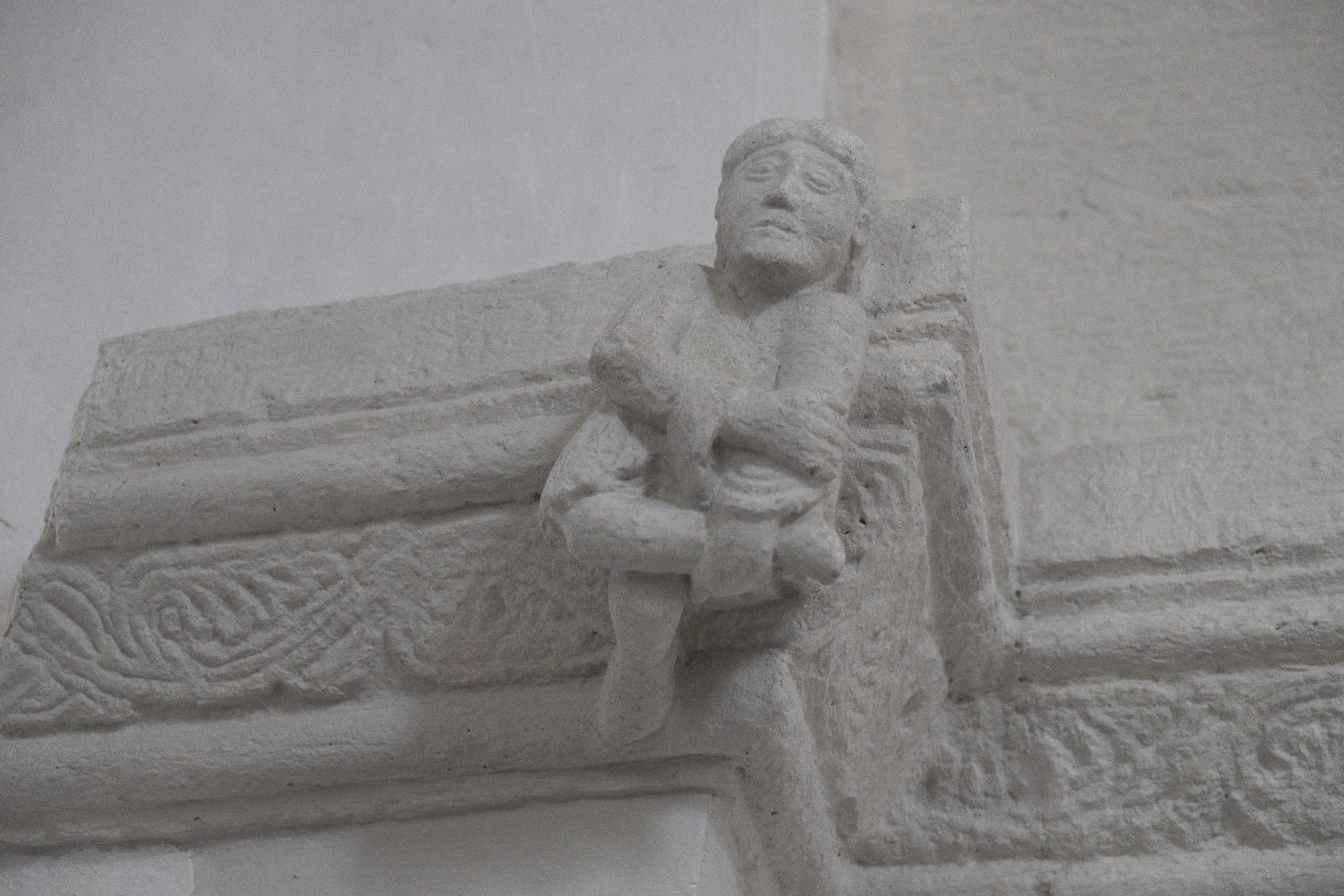
Skulptur am Chorbogen
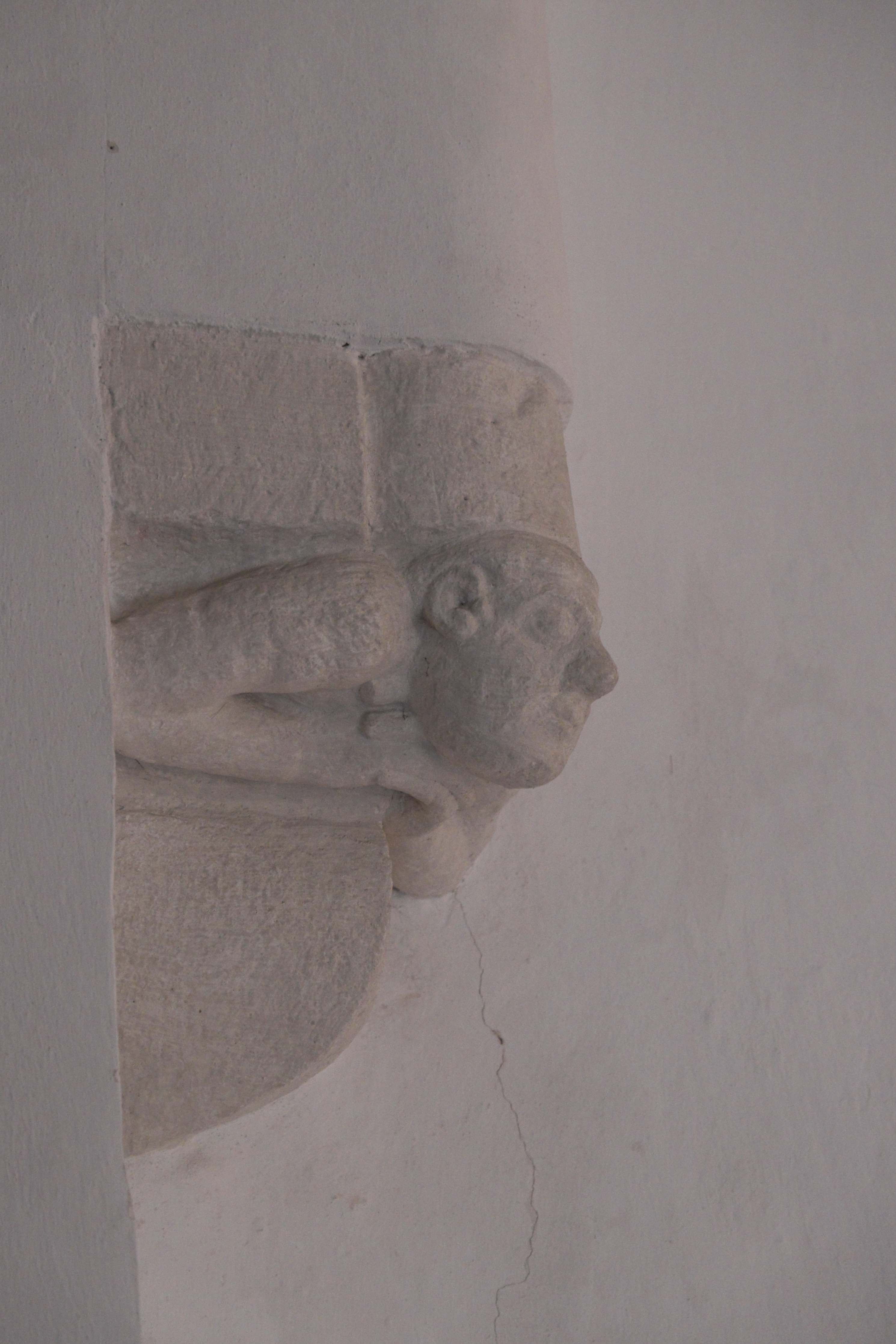
Konsole mit männlicher Büste

Die steinerne Empore an der Westseite wird von zwei Säulen getragen, die mit figürlich skulptieren Würfelkapitellen verziert sind. Auf dem Kapitell der südlichen Säule sieht man ein Lamm mit Kreuzstab, einen Löwen mit menschlichem Gesicht, einen Panther, hinter dessen Rücken ein Fischschwanz zu erkennen ist, und das Brustbild eines Mannes, der in der rechten Hand ein Buch hält und die linke Hand zum Segen erhoben hat. Das Kapitell der nördlichen Säule zeigt zwei ineinander verschlungene Fische, zwei Vögel oder Drachen, einen Löwen, der sich in seine eigene Pranke beißt, und ein Doppeltier mit zwei Leibern und dem Kopf einer Katze. Die Eckknollen der Basen sind an der südlichen Säule als Widder- und an der nördlichen Säule als Adlerköpfe gestaltet. Der Raum unter der Empore ist in drei Joche gegliedert und wird von einem Kreuzgratgewölbe gedeckt. Die Treppe wurde erst 1886 eingebaut. Ursprünglich war die Empore nur von außen über einen Verbindungsgang von der Burg zugänglich.

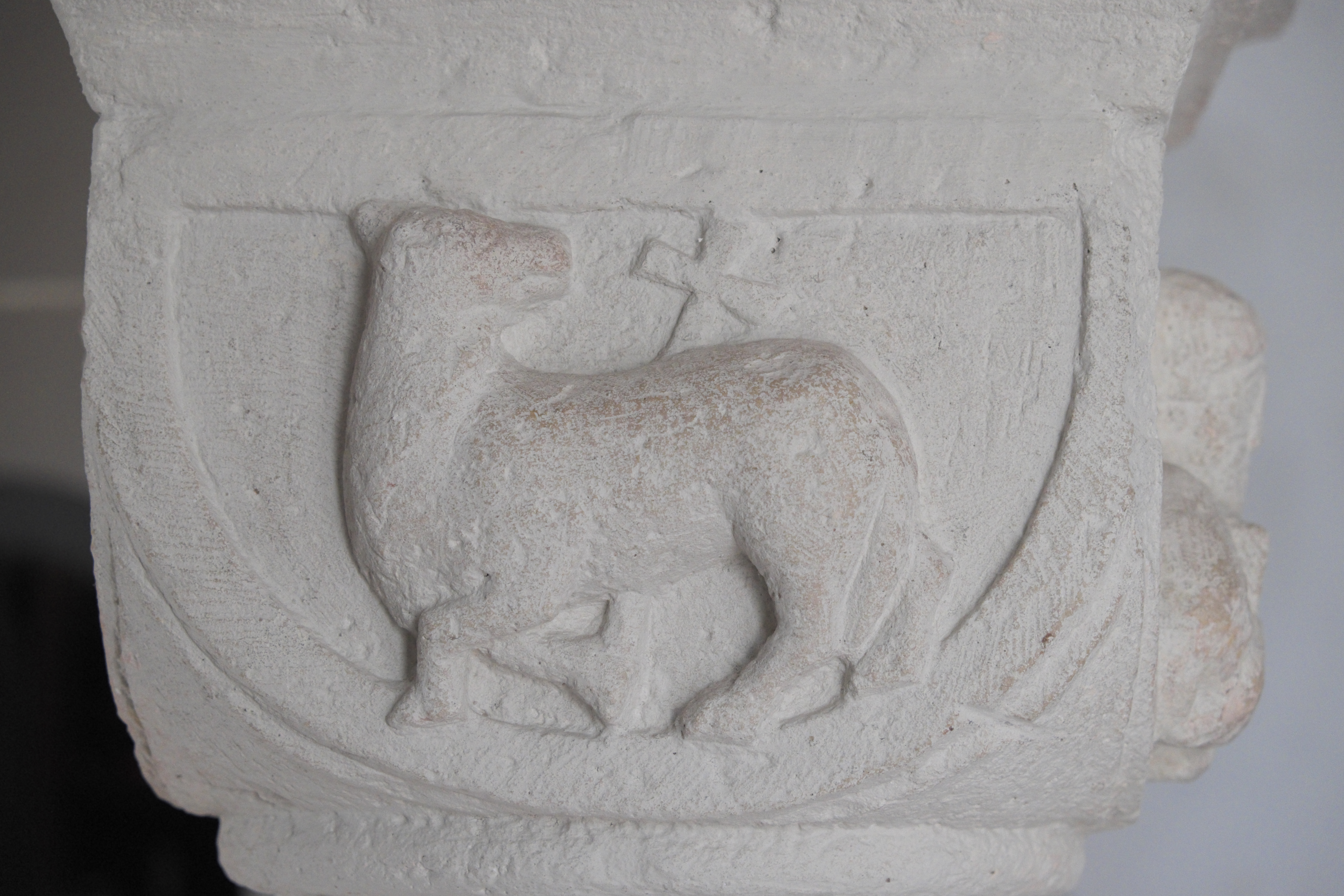
Lamm mit Kreuzstab
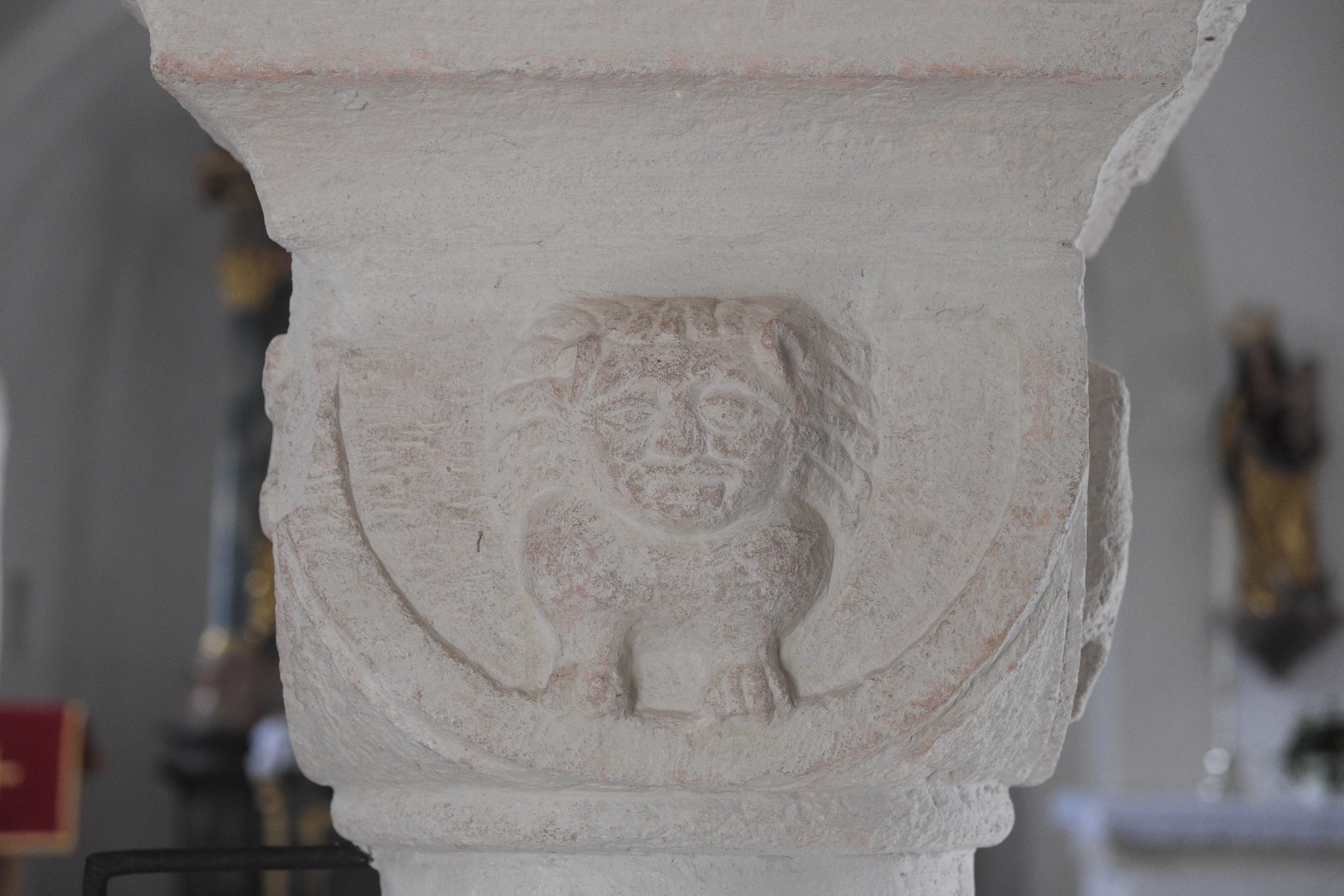
Löwe mit menschlichem Gesicht
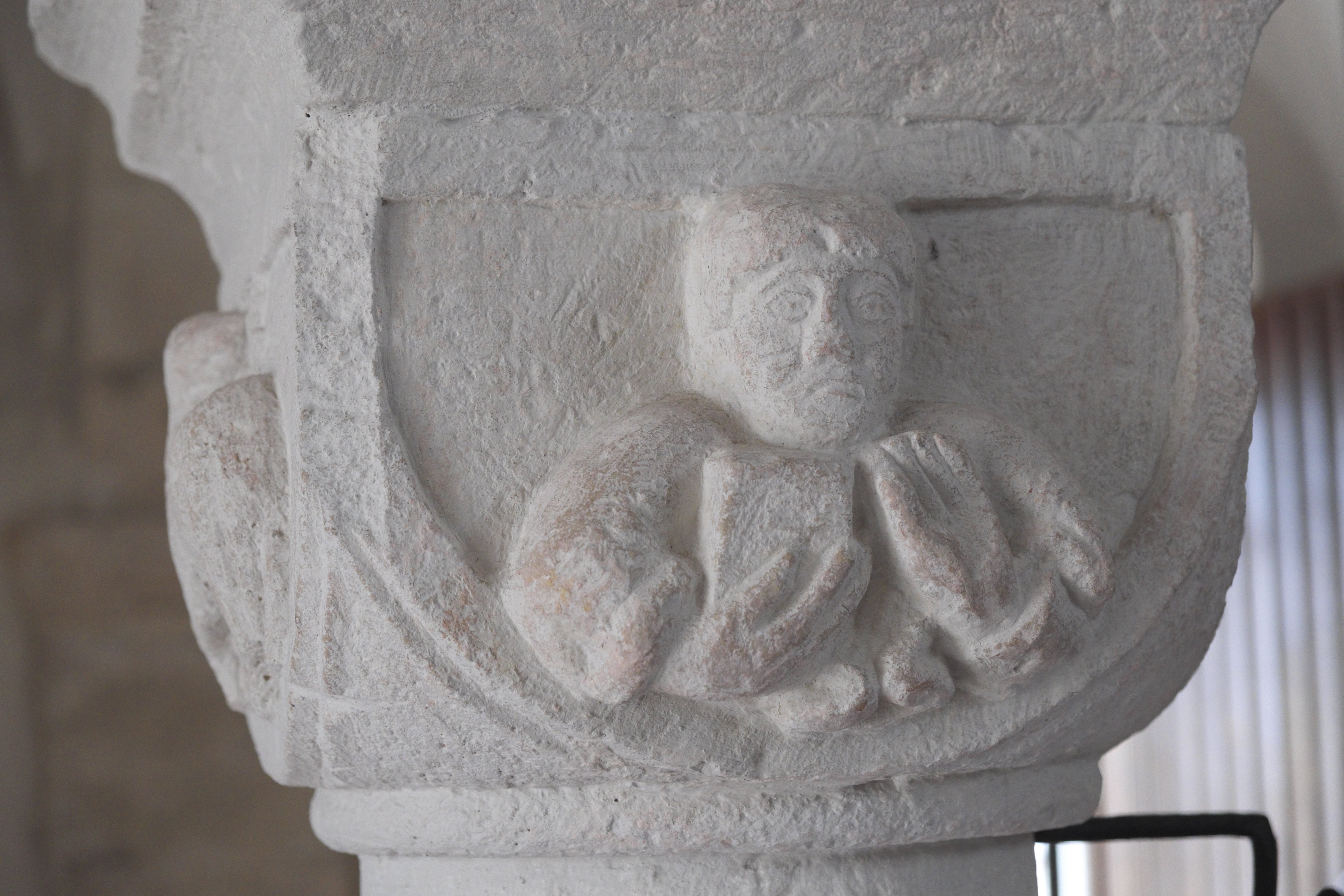
Mann mit Buch und segnender Hand
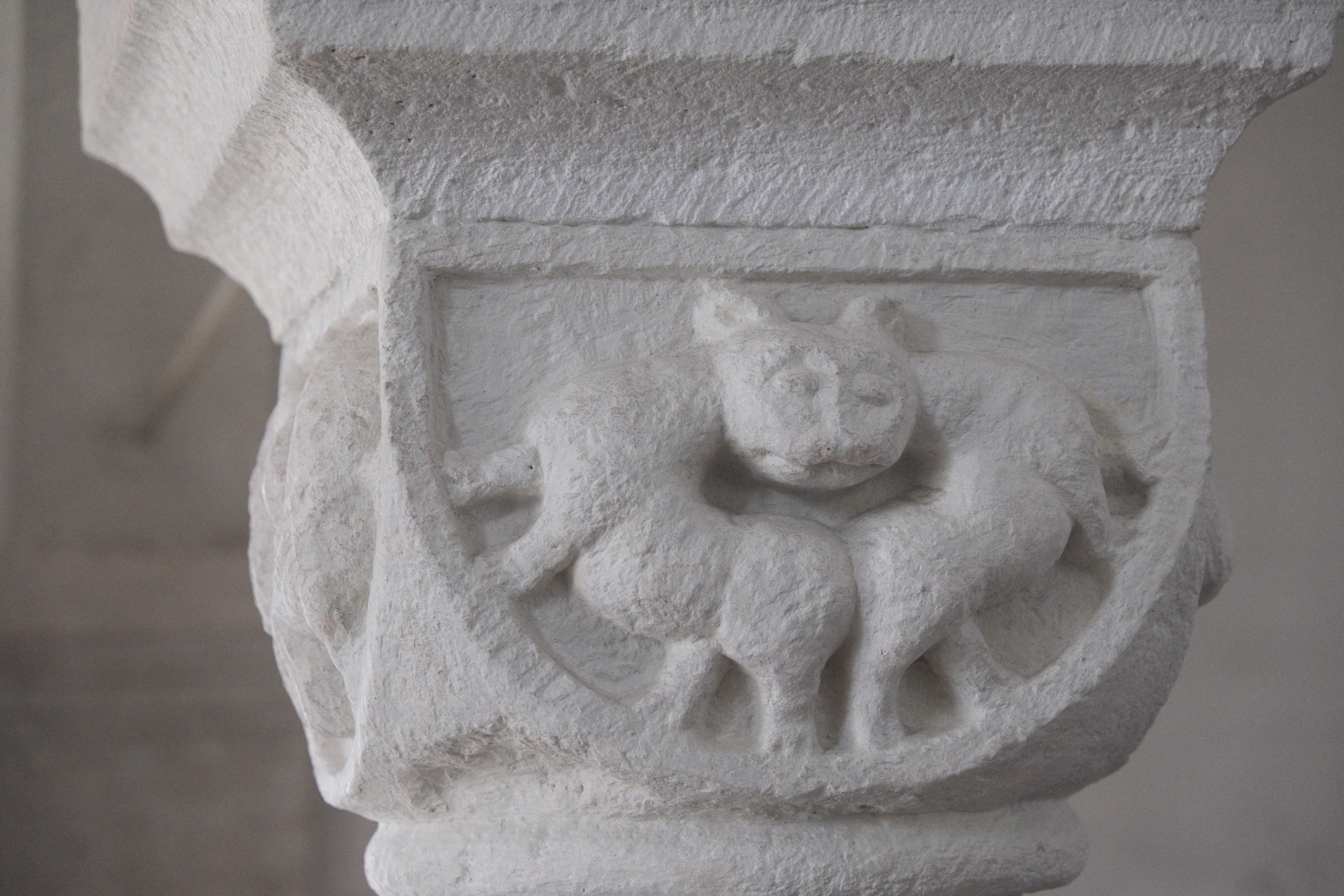
Doppeltier mit dem Gesicht einer Katze

## Ausstattung
- Der Hochaltar wurde um 1750 von Johann Georg Günther (1704–1783), dem Vater von Ignaz Günther (1725–1775), geschaffen. Auf dem Altarblatt ist die Kirchenpatronin, die heilige Margaretha, dargestellt. Die beiden Assistenzfiguren erinnern an die ursprünglichen Patrone, Johannes den Täufer und den Evangelisten Johannes (der allerdings mit Kelch und Schlange, den Attributen des Apostels Johannes, dargestellt ist).
- Die Schnitzfigur an der südlichen Chorbogenwand, eine Madonna mit Kind aus der Zeit um 1500, stammt aus der Werkstatt von Hans Sinninger.
- Die Figur des heiligen Christophorus an der nördlichen Chorbogenwand schuf Bartholomäus Sedlmayr im Jahr 1694.
- Die Figurengruppe der Anna selbdritt an der Langhausnordwand stammt aus der Zeit um 1500 und wurde von Georg Vischer geschaffen.
- Die Figur der heiligen Margaretha an der Südwand ist wie der Hochaltar eine Arbeit von Johann Georg Günther.

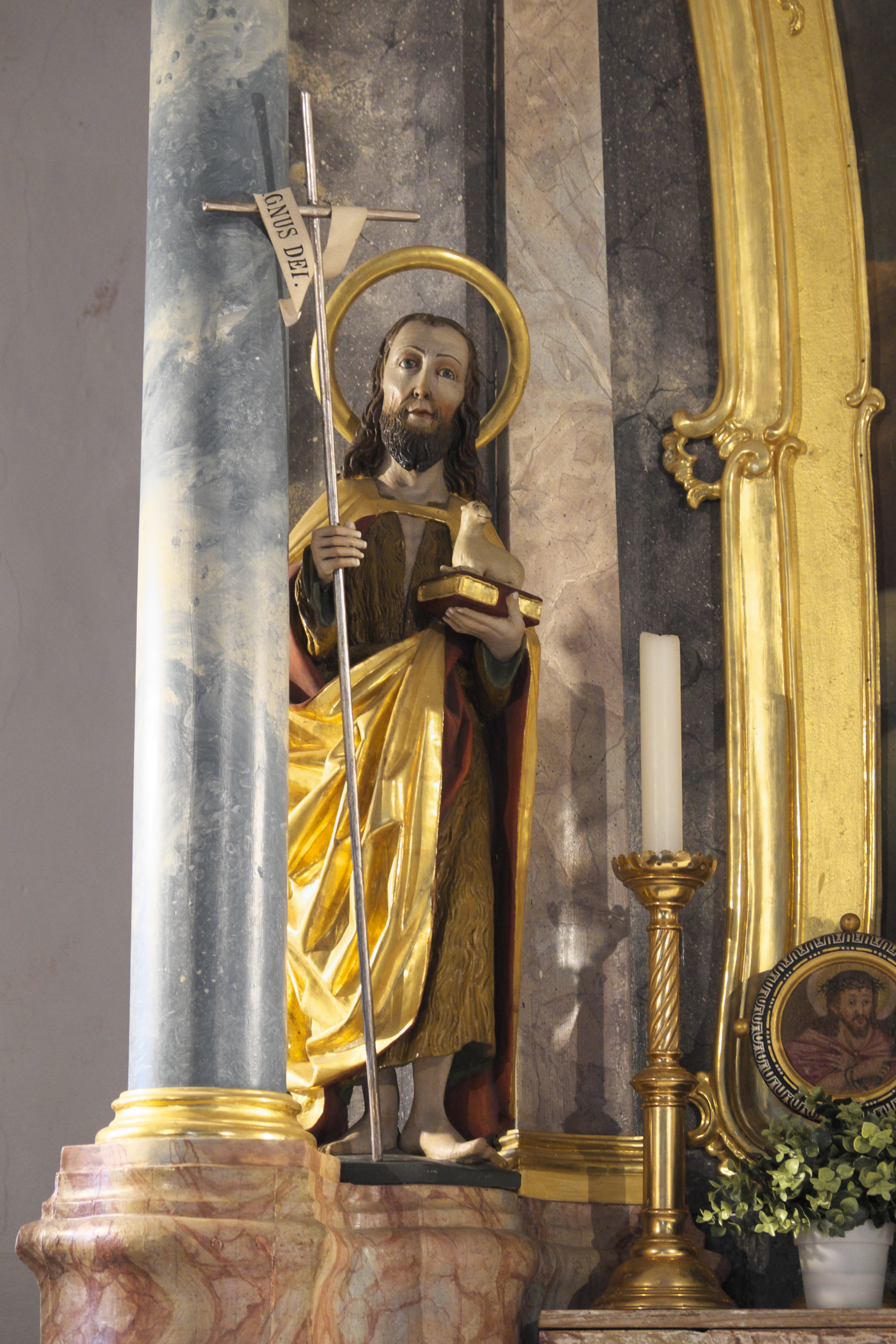
Johannes der Täufer
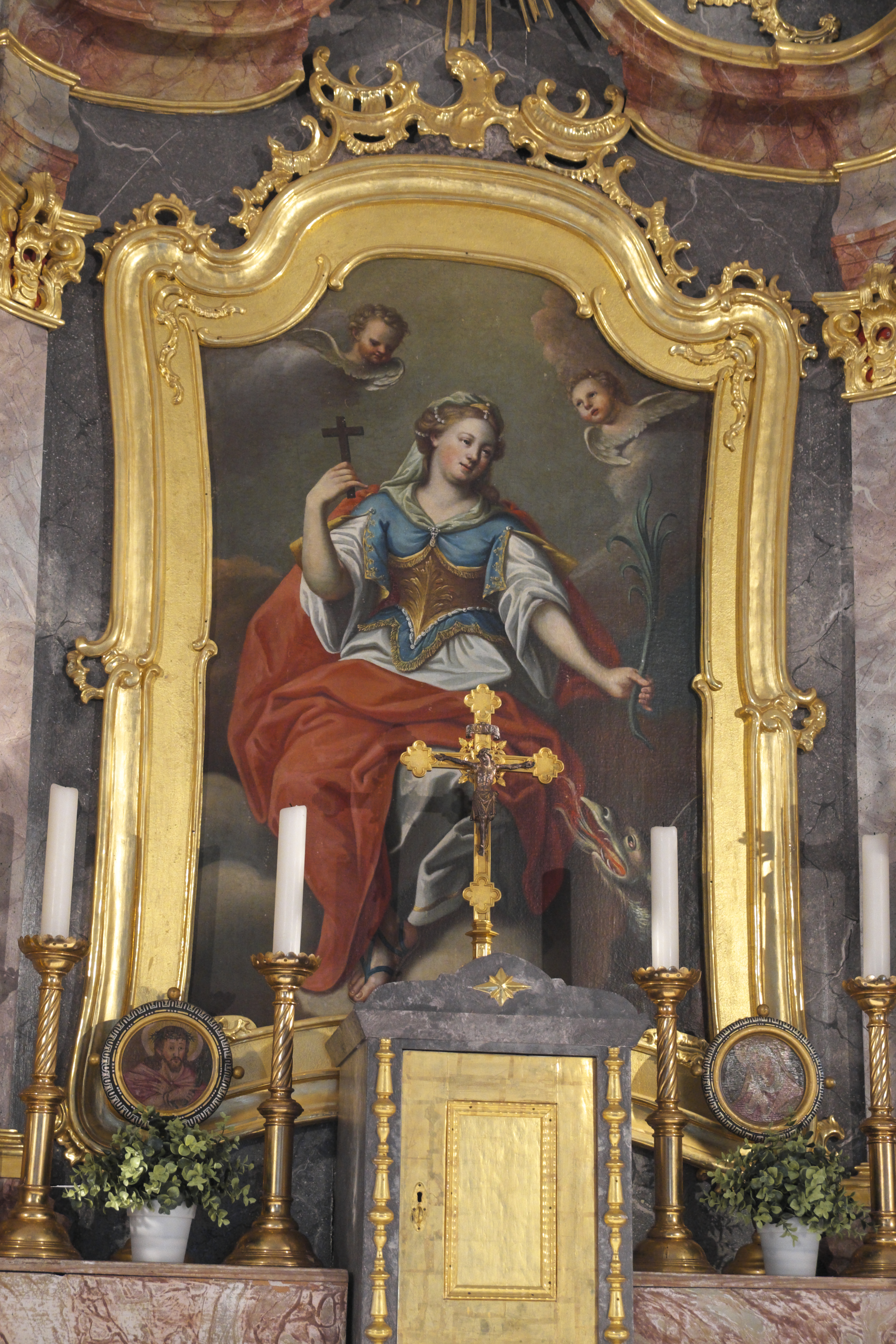
Heilige Margaretha
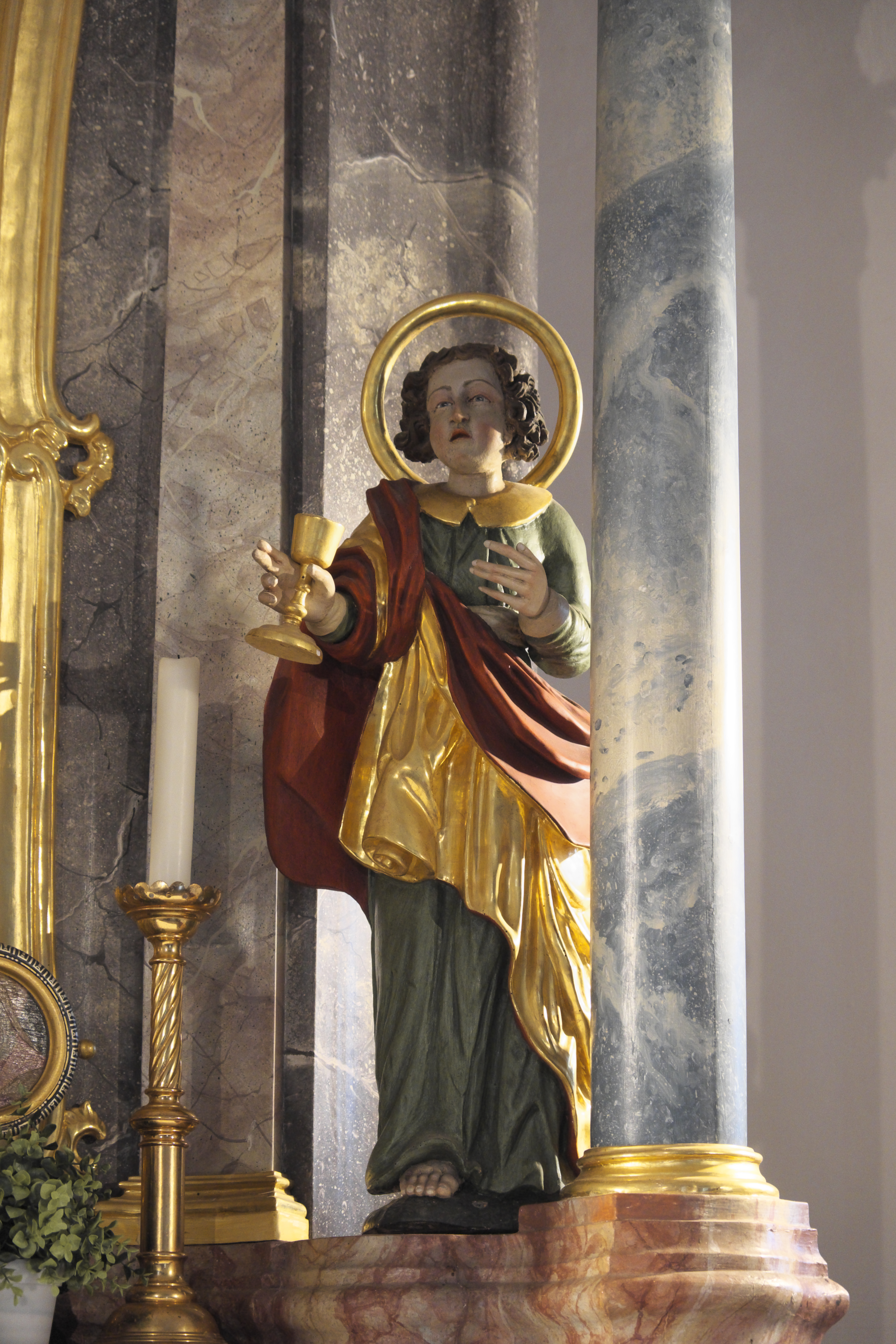
Evangelist Johannes (mit den Attributen des Apostels Johannes)
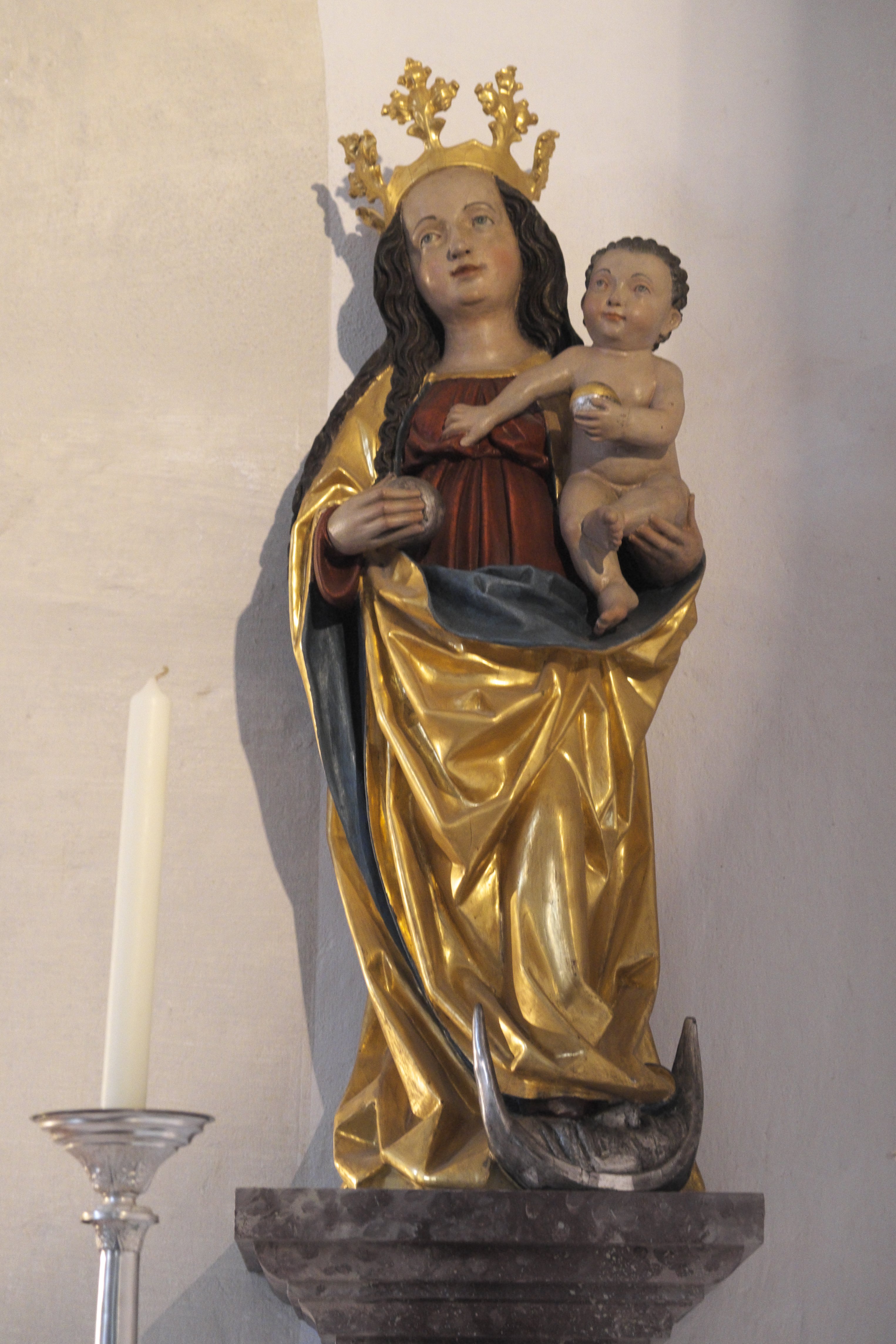
Madonna mit Kind, um 1500
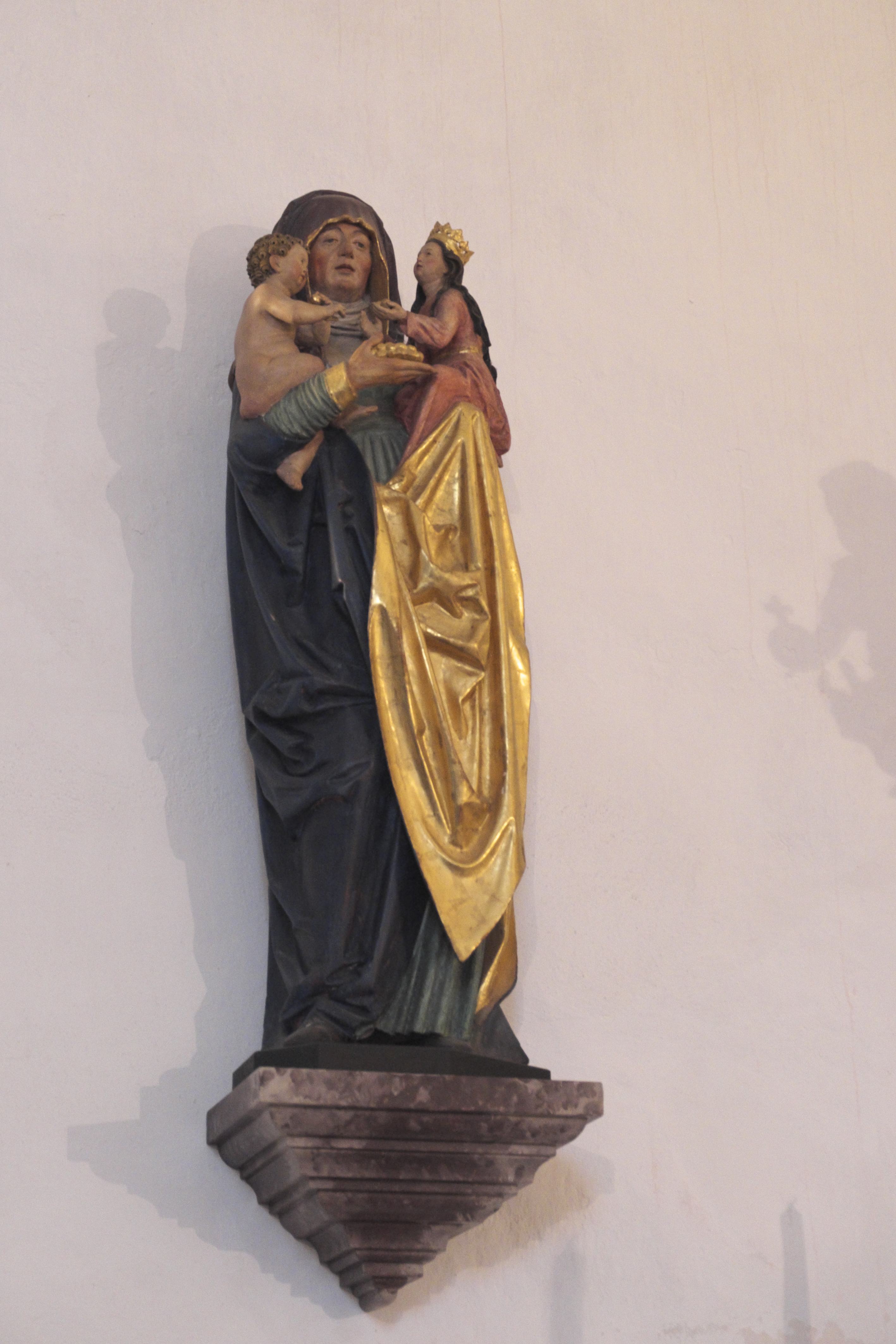
Anna selbdritt, um 1500
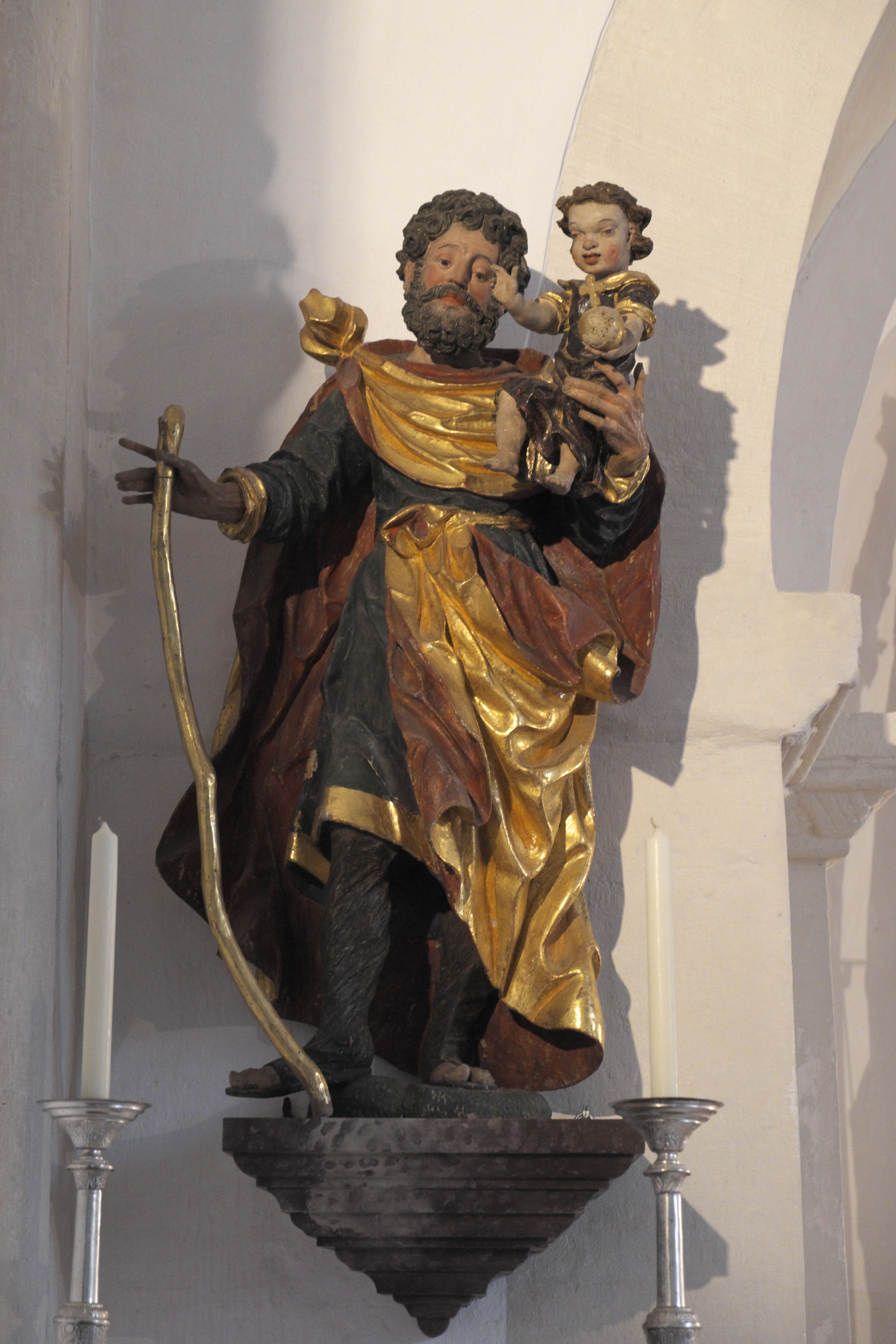
Heiliger Christophorus, von 1694